# Шпанская мушка
Шпанская мушка, или шпанка ясеневая (лат. Lytta vesicatoria) — вид массовых жесткокрылых из семейства жуков-нарывников, с почти сердцевидной головой и восьмичленистым брюшком. Спинка покрыта выпуклыми гибкими длинными золотисто-зелёными с металлическим блеском надкрыльями, под которыми скрыты два больших перепончатых крыла. Имеет размеры 15—22 мм в длину и 5—8 мм в ширину. Распространён в южных и центральных районах европейской части России, в Украине и в Казахстане. Обитает на растениях семейств жимолостные и маслиновые.

## Название
«Шпанской мушкой» называют и само насекомое, и различные препараты, изготовленные из него — порошок, настойки и мази. Под названием «шпанская мушка» также известны ещё два вида жуков Lytta menetriesi и Lytta flavovitatta, обитающих в Казахстане.

## Распространение
Шпанская мушка распространена от Западной Европы до Восточной Сибири по средней и южной полосе умеренной зоны.

## Описание

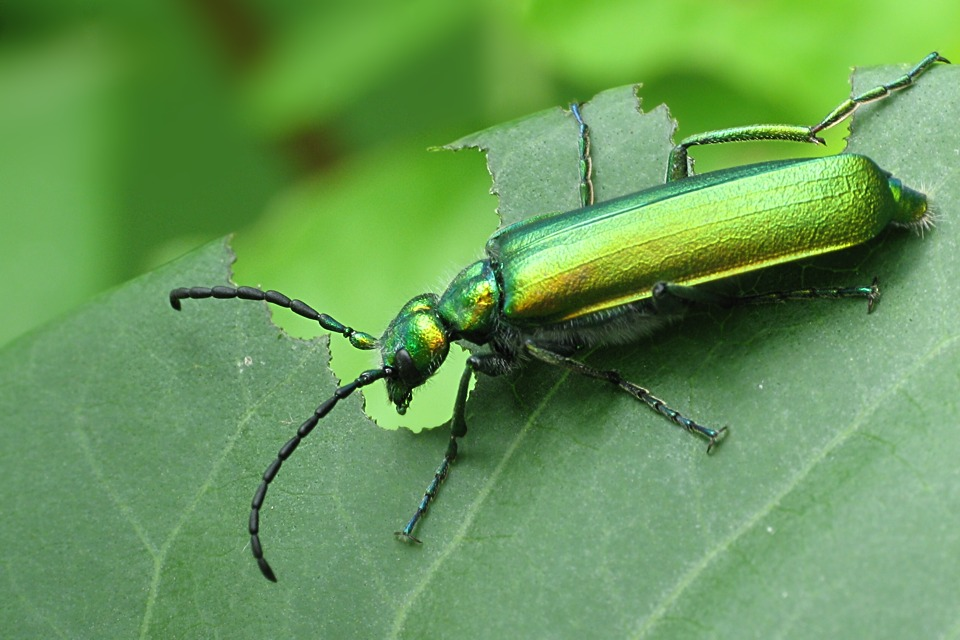
Вид сбоку.

Жуки длиной от 11 до 21 мм, имеют металлически зелёную окраску, иногда с бронзовым или синим блеском. Усики находятся близко возле глаз, волокнистые, относительно длинные, к концу незаметно расширены, начиная с четвёртого членика окрас темнее, с металлическим блеском. На лбу имеется красное пятно. Темя с продольной бороздкой. Щиток сзади сильно сужен. Надкрылья у основания прилегают, мягкие. Лапки имеют тёмный окрас. Снизу тело жука покрыто серо-белыми волосками. Усики 11-сегментные, нитевидные. Голова и переднеспинка в отстоящих редких длинных волосках, низ тела в прилегающих длинных белых волосках. Передние углы переднеспинки угловидно выступающие. Диск переднеспинки с продольной бороздкой и неравномерной грубой пунктировкой, как и на голове. У самца шпора передних голеней простая, средние голени с двумя шпорами. Внешняя шпора задних голеней толстая, к вершине обрезана, внутренняя шпора узкая.

## Развитие
Самки откладывают яйца большими группами: от 50 до 200 штук. Личинка развивается в гнёздах земляных пчёл Colletes, Anthophora pariectina, где она питается запасами мёда.

## Экология
Время лёта жука различно, в зависимости от его географического распространения и погодных условий, с мая по июнь. Этот вид нарывников населяет местности с богатой кустарниковой и древесной растительностью: на опушках лесов, лугах.

### Питание
Поднимаются на кроны ясеней (Fraxinus), где объедают листья, оставляя лишь черешки и срединную жилку. Такие сильные повреждения крон, иногда и в кустарниковом подлеске (главным образом на бирючине, сирени, акации или маслине), продолжаются около 1 месяца. Бывало, что ранней весной в течение ночи жуки полностью уничтожали оливковые плантации Италии, а с приходом нового дня исчезали в виноградниках. Кормовым растением могут также являться деревья следующих родов: клён (Acer), тополь (Populus), роза (Rosa), и сирени (Siringa).

## Систематика
Вид имеет три подвида:
- Lytta vesicatoria moreana Pic, 1941[1][8]
- Lytta vesicatoria togata Fischer-W., 1844 — Окрашен в синий, зелёный и жёлтый цвета. Надкрылья синие с жёлтой продольной полосой в центре каждого надкрылья и располагается она от самого основания до конца надкрылий; вокруг жёлтой полосы синий цвет более тёмный или почти фиолетовый. Голова, усики и переднеспинка окрашены в зелёный и синий, цвета. Лапки полностью зелёные.[1]
- Lytta vesicatoria vesicatoria (Linnaeus, 1758)[1][8]

## История и применение
Взрослый жук имеет характерный мышиный запах. Во время прикосновения на суставе между голенью и бедром выделяется желтоватая жидкость, а изо рта — пищеварительный секрет, оба содержат кантаридин (содержание его в гемолимфе около 5 %) — вещество, очень сильно раздражающее животные ткани и образующее волдыри.
Имеется сообщение, что в сантерии шпанские мушки использовались в составе благовоний.
Препараты на основе кантаридина до XX века широко использовались для повышения потенции, хотя даже в малых дозах оказывают отрицательное воздействие на почки, печень, желудочно-кишечный тракт и на центральную нервную систему. Запах препаратов своеобразный, вкус неприятный, остро-жгучий.
Порошок, а позже — пластырь шпанской мушки («нарывный пластырь») — один из самых древних и распространённых афродизиаков:
- В древнеримские времена Ливия, жена Октавиана Августа, подсыпала шпанку в еду с надеждой, что она вдохновит гостей Ливии к нескромности, что в будущем помогло бы ей шантажировать их[10].
- В 1572 году Амбруаз Паре написал отчёт о мужчине, страдающем от «самого страшного сатириаза» после принятия зелья, в составе которого крапива и шпанская мушка[11].
- В 1670-х годах гадалка и знахарка Ля-Вуазен предлагала «приворотное зелье» из шпанской мушки, сушёной крови крота и летучей мыши[12].
- В марсельском деле маркиза де Сада ему вменялось в числе прочего отравление четырёх женщин шпанской мушкой.